# Gertrud Galliker-Tönz
Gertrud Galliker-Tönz (* 1954; heimatberechtigt in Beromünster und Vals) ist eine Schweizer Politikerin (Grüne).

## Leben
Gertrud Galliker-Tönz war ihr ganzes Berufsleben lang in verschiedenen Kantonen im Bildungswesen tätig, zuletzt als Schulleiterin der Schule Burg in der Gemeinde Menziken. Sie ist Mutter und Grossmutter und lebt seit 1986 in Beromünster.

## Politik
Gertrud Galliker-Tönz rückte im März 2021 für den zurückgetretenen Andreas Hofer in den Kantonsrat des Kantons Luzern nach. Sie ist seit 2021 Mitglied der Staatspolitischen Kommission und Ersatzmitglied der Stabsgruppe der Geschäftsleitung.